# 쉴리 다리

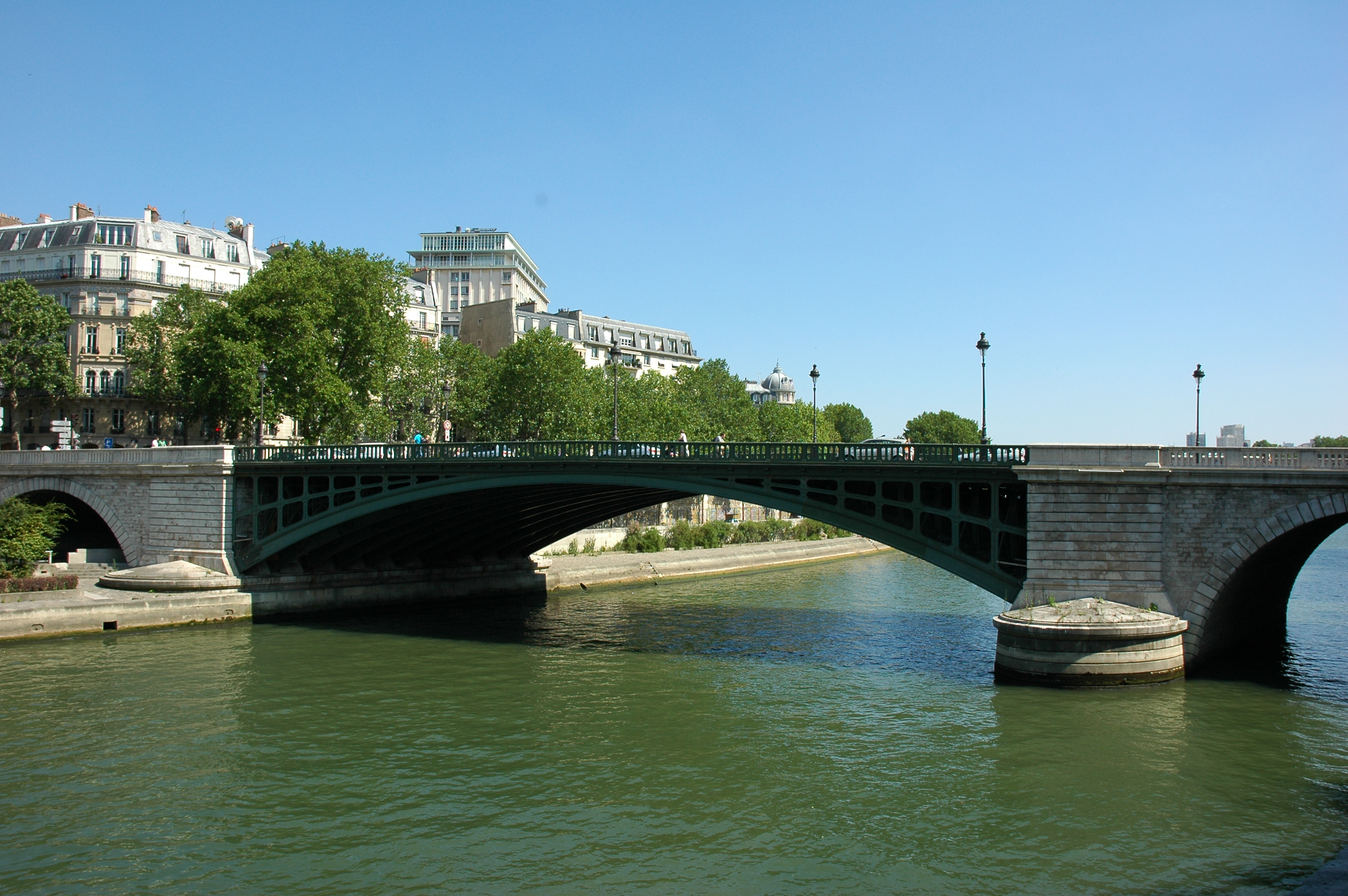
서쪽에서 바라본 다리의 모습

쉴리 다리(프랑스어: Pont de Sully)는 센강을 잇는 파리 내의 다리이다. 쉴리 다리는 파리의 4번 구역을 5번 구역으로 연결하며 앙리 4세 가와 생 제르망(Saint-Germain) 가를 옆에 끼고 있다. 사실 다리는 두 개의 다리로 구별되어 있다. 가장 가까운 파리 지하철역은 쉴리 - 모르랭 역이다.

## 역사
19세기 다리의 두 부분은 파레젤 다미에뜨(오른쪽), 파레젤 드 콩스탕티느(왼쪽)이라고 불렸다. 다리는 당시 현수교로서 보행자를 위해서만 쓰였다고 한다. 오른쪽의 다리는 프랑스 혁명 도중에 파괴되어 버리고 왼쪽의 다리는 침하로 인해 1872년 붕괴된다.
현재의 다리 구조는 1876년 지어진 것으로 파리 시의 미화 사업 일환에 따라 보수된 것이었다. 1877년 8월 25일 개통되었다. 개통 당시 다리의 이름은 쉴리의 공작이던 막시밀리엥 드 브뛴의 이름을 따서 명명되었다. 그는 앙리 4세 정부 당시 장관직을 수행하던 명망있는 자였다.
건축은 폴 보드리와 구스타브 브로셀렝이 맡았으며 강뚝 쪽으로는 45도 각도로 만들면서 양쪽에서 아름다운 경관이 연출되도록 배려하였다.

## 위치

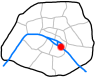